# Zimno (Polska)
Zimno – wieś w Polsce położona w województwie lubelskim, w powiecie tomaszowskim, w gminie Łaszczów.
W latach 1975–1998 miejscowość administracyjnie należała do województwa zamojskiego.
Wieś stanowi sołectwo gminy Łaszczów. Według Narodowego Spisu Powszechnego z roku 2011 wieś liczyła 391 mieszkańców. W skład sołectwa Zimno wchodzi także kolonia Zimno-Kolonia.
Wierni Kościoła rzymskokatolickiego należą do parafii Świętych Apostołów Piotra i Pawła w Łaszczowie.

## Części wsi
| SIMC    | Nazwa | Rodzaj    |
| ------- | ----- | --------- |
| 0894196 | Korea | część wsi |

## Historia
Wieś z rodowodem sięgającym XIV wieku. W 1388 roku książę Siemowit IV nadał wieś Zimno Pawłowi z Radzanowa herbu Prawda z ziemi płockiej, chorążemu warszawskiemu w latach 1376–1388. W rękach potomków Pawła to jest Radzanowskich-Niszczyckich z Uhnowa, wieś jest w latach 1469, 1487 i 1531.

Ostatnim właścicielem z rodu Radzanowkich był Andrzej Radzanowski, Niszczycki (od roku 1515 wojewoda płocki, kasztelan wiski od 1509 roku). W 1564 wieś jest już w posiadaniu Łaszczów. Według rejestrów poborowych wieś miała wówczas 5¾ łana (96, 6 ha) gruntów uprawnych. W 1598 ówczesny dziedzic Jan Łaszcz sprzedał ją Dąbrowskiemu. W roku 1626 ponownie wraca do rąk Łaszczów, tym razem Stanisława Łaszcza-Nieledewskiego.

Według spisu miast, wsi, osad Królestwa Polskiego z roku 1827 było we wsi 77 domów i 514 mieszkańców. W II połowie XIX wieku Zimno należało do hrabiowskiej rodziny Fredrów. W 1880 r. wieś liczyła 76 domów z 689 mieszkańcami. W roku 1885 dobra Zimno składały się z folwarków Zimno, Pieniany i Wola Gródecka posiadały rozległość 2300 mórg.

Spis z roku 1921 wykazał we wsi 100 domów oraz 570 mieszkańców, w tym 35 Żydów i aż 343 Ukraińców.
We wsi znajdowała się cerkiew Zaśnięcia Matki Bożej, która została rozebrana 26 czerwca 1938 roku w ramach akcji polonizacyjno-rewindykacyjnej. 